# Торренс, Альба
 Альба Торренс  (исп. Alba Torrens; родилась 30 августа 1989, Бинисалем, Райгер, Балеарские острова, Испания) — испанская баскетболистка, выступающая в амплуа атакующего защитника. Участник Олимпийских игр, серебряный и бронзовый призёр чемпионатов мира, чемпионка Европы, трёхкратный победитель Евролиги ФИБА. Игрок года ФИБА Европа (2011) и молодой игрок года ФИБА Европа (2009).

## Биография
Торренс Альба начала заниматься баскетболом со «школьной скамьи». Первым профессиональным клубом в её карьере стала команда второго испанского дивизиона «Сегле XXI», откуда она в 2004 году была вызвана в кадетскую сборную Испании на чемпионат Европы в Италию. В победном финальном матче против Сербии и Черногории Альба набрала больше всех очков (22). На следующем первенстве Европы Торренс становиться не только лучшим бомбардиром команды (13,8 очков), но и снова в финале набирает больше очков (20). На обоих европейских чемпионатах испанскую баскетболистку признавали «самым ценным игроком турнира» .
В 2006 году Альба выигрывает «домашний» юниорский чемпионат Европы, причём лучшую игру она показывает в заключительных матчах: в полуфинале против Швеции набирает 14 очков, в финале с Сербией и Черногорией — 12. В этом же году баскетболистка подписывает контракт с командой элитного дивизиона «Реал Клуб Сельта» из Виго. По окончании сезона её признали «новичком года» чемпионата Испании.
В 2007 году Торренс участвует в двух международных турнирах. На чемпионате Европы (до 18 лет) в Сербии она завоёвывает серебряную медаль, при этом является лучшим бомбардиром команды (15,3). Основной вклад баскетболистка делает в матчах «на вылет»: 1/4 финала против России (23 очка), полуфинал против Польши (19) и в финале с Сербией (17). Признанием её таланта стало включение в «символическую пятёрку евротурнира» . Через 20 дней она участвует в юниорском чемпионате мира в Словакии, где сборная Испании занимает 4-е место.
Блестящая игра на юниорских соревнованиях не осталась без внимания тренерского штаба основной сборной. В 18-летнем возрасте состоялся дебют в национальной команде на квалификационном турнире к Олимпиаде — 2008. 9 июня 2008 года в игре против Фиджи она набирает 16 очков. Сборная Испании проходит успешно отбор и Альба, самая юная в команде, участвует в 6 играх Олимпиады в Пекине.
2009 год для баскетболистки был насыщен событиями. На чемпионате Европы в Латвии Альба завоевала бронзовую медаль. Несмотря на то, что она снова была самая юная в команде, Торренс сыграла во всех 9 играх, а в полуфинале против сборной России, будущего чемпиона Европы, набрала больше всех очков в команде (17). Через 19 дней в Польше стартовало молодёжное первенство Европы, где баскетболистка выиграла серебряную медаль, стала лучшим бомбардиром команды (16 очков в среднем за матч) и была признана MVP турнира. Также в этом году, после трёх сезонов в Виго, Альба переходит в один из грандов испанского женского баскетбола «Перфумериас Авенида». И завершающим событием становиться признанием ФИБА Европой Торренс Молодым игроком года.
В первом сезоне в Саламанке баскетболистка завоёвывает серебряную медаль испанского чемпионата, принимает участие в матче Всех звёзд Евролиги ФИБА, где была самым молодым игроком. За 11 минут пребывания на площадке набирает 6 очков. В этом же году, на мировом первенстве в Чехии, сборная Испании выигрывает бронзовую медаль. В заключительной игре против Белоруссии Торренс набирает 19 очков (2-й показатель в команде).
Клубный сезон 2010/11 стал одним из самых успешных в карьере баскетболистки: победа в чемпионате Испании и выигрыш Евролиги ФИБА. В Евролиге, сыграв во всех матчах (16), Альба была самым результативным игроком в команде (15,8 очка за матч). По окончании Финала четырёх, который проходил в Екатеринбурге, Торренс признали MVP финальных матчей. Помимо этого, она второй год подряд участвует в матче Всех звёзд Евролиги ФИБА, на этот раз за 18 минут набирает 10 очков. На чемпионате Европы в Польше Торренс забросила больше всех в команде мячей в корзину (13,8 очков в среднем), но это не помогло от оглушительного провала. Сборная Испании заняла 9-е место и как следствие не прошла отбор на Олимпиаду — 2012. Этот казус не помешал болельщикам и экспертам признать её лучшей баскетболисткой Европы в 2011 году. Также этот титул она получила и от газеты «La Gazzetta dello Sport».
Новый сезон 2011/12 баскетболистка начинает в Турции, в одном из ведущих клубов турецкого первенства «Галатасарае». Проведя полгода в команде, Альба получает травму — разрыв крестообразной связки и на целый год остаётся без баскетбола. В январе 2013 года она снова возвращается на площадку. После завершения клубного сезона Альба Торренс триумфально возвращается в национальную команду. На чемпионате Европы баскетболистка набирает 16,2 очка в среднем за матч, это лучший показатель в команде. В финале против «хозяек» первенства, неутомимая Альба набирает 21 очко, больше всех в команде, тем самым внеся ощутимый вклад в завоевании европейского титула. По окончании соревнования испанская баскетболистка вошла в «символическую пятёрку» турнира . Журналисты «La Gazzetta dello Sport» вновь признают Торренс лучшей европейской баскетболисткой 2013 года.
Клубный сезон 2013/14 стал самым выдающимся в её карьере. Она выиграла все турниры, в которых играл «Галатасарай». В чемпионате Турции наконец-то была прервана 8-летняя гегемония «Фенербахче». В пятом, последнем финальном матче, Торренс набрала больше очков (21) и по праву вошла в «символическую пятёрку» турецкого чемпионата. Но до этого «Галатасарай» переиграл своих заклятых врагов в финале Евролиги. Альба стала творцом оглушительной сенсации, когда в полуфинале евротурнира были обыграны хозяйки паркета «УГМК». Баскетболистка набрала 29 очков, из них 7 точных трёхочковых бросков. По окончании турнира Торренс была признана MVP Финала восьми. По версии сайта Eurobasket.com она была признана не только лучшим игроком финальных матчей, но и всего турнира, а также лучшим форвардом.
Воистину Екатеринбург стал для Альбы Торренс счастливым городом и в мае 2014 года баскетболистка подписывает контракт с местным «УГМК».
На чемпионате мира в Турции сборная Испании впервые выигрывает серебряные медали и вновь одним из главных творцов успеха стала Альба, которую включили в «символическую пятёрку» первенства.

### Статистика выступлений за сборную Испании (средний показатель)
| Сборная        | Сезон | Место     | Чемпионат | Чемпионат | Чемпионат | Чемпионат |
| Сборная        | Сезон | Место     | Игр       | Очк       | Подб      | Перед     |
| -------------- | ----- | --------- | --------- | --------- | --------- | --------- |
| ЧЕ (до 16 лет) | 2004  |           | 8         | 11,8      | 4,3       | 2,0       |
| ЧЕ (до 16 лет) | 2005  |           | 8         | 13,8*     | 3,1       | 2,9       |
| ЧЕ (до 18 лет) | 2006  |           | 8         | 7,5       | 5,9       | 1,9       |
| ЧЕ (до 18 лет) | 2007  |           | 8         | 15,3*     | 3,6       | 2,6*      |
| ЧЕ (до 20 лет) | 2009  |           | 9         | 16,0*     | 6,1       | 4,3*      |
| ЧМ (до 19 лет) | 2007  | 4         | 9         | 13,0      | 2,2       | 2,2*      |
| Олимпиада      | 2008  | Квалиф. 5 | 3 6       | 6,0 7,7   | 1,3 2,0   | 0,3 0,5   |
| ЧЕ             | 2009  |           | 9         | 8,8       | 4,7       | 1,3       |
| ЧЕ             | 2011  | 9         | 6         | 13,8*     | 2,8       | 1,8       |
| ЧЕ             | 2013  |           | 9         | 16,2      | 3,2       | 1,8       |
| ЧМ             | 2010  |           | 9         | 8,2       | 2,7       | 0,9       |
| ЧМ             | 2014  |           | 6         | 15,5      | 3,0       | 2,5       |

* — лучший показатель в команде

## Достижения
- Серебряный призёр чемпионата мира: 2014.
- Бронзовый призёр чемпионата мира: 2010.
- Чемпион Европы: 2013
- Бронзовый призёр чемпионата Европы: 2009.
- Победитель Евролиги: 2011, 2014, 2016, 2018, 2019, 2021.
- Серебряный призёр Евролиги: 2015
- Бронзовый призёр Евролиги: 2017
- Чемпион Европы среди кадеток: 2004, 2005
- Чемпион Европы среди юниорок: 2006
- Серебряный призёр чемпионата Европы среди юниорок: 2007
- Серебряный призёр молодёжного чемпионата Европы: 2009
- Чемпион Испании: 2011
- Чемпион Турции: 2014
- Чемпион России: 2015, 2016, 2017
- Серебряный призёр чемпионата Испании: 2010
- Серебряный призёр чемпионата Турции: 2012, 2013
- Обладатель кубка Турции: 2013, 2014